# Lopimia dasypetala
Lopimia dasypetala är en malvaväxtart som först beskrevs av Turczaninow, och fick sitt nu gällande namn av Standley. Lopimia dasypetala ingår i släktet Lopimia och familjen malvaväxter. Inga underarter finns listade i Catalogue of Life.